# Гура (Пушвиц)

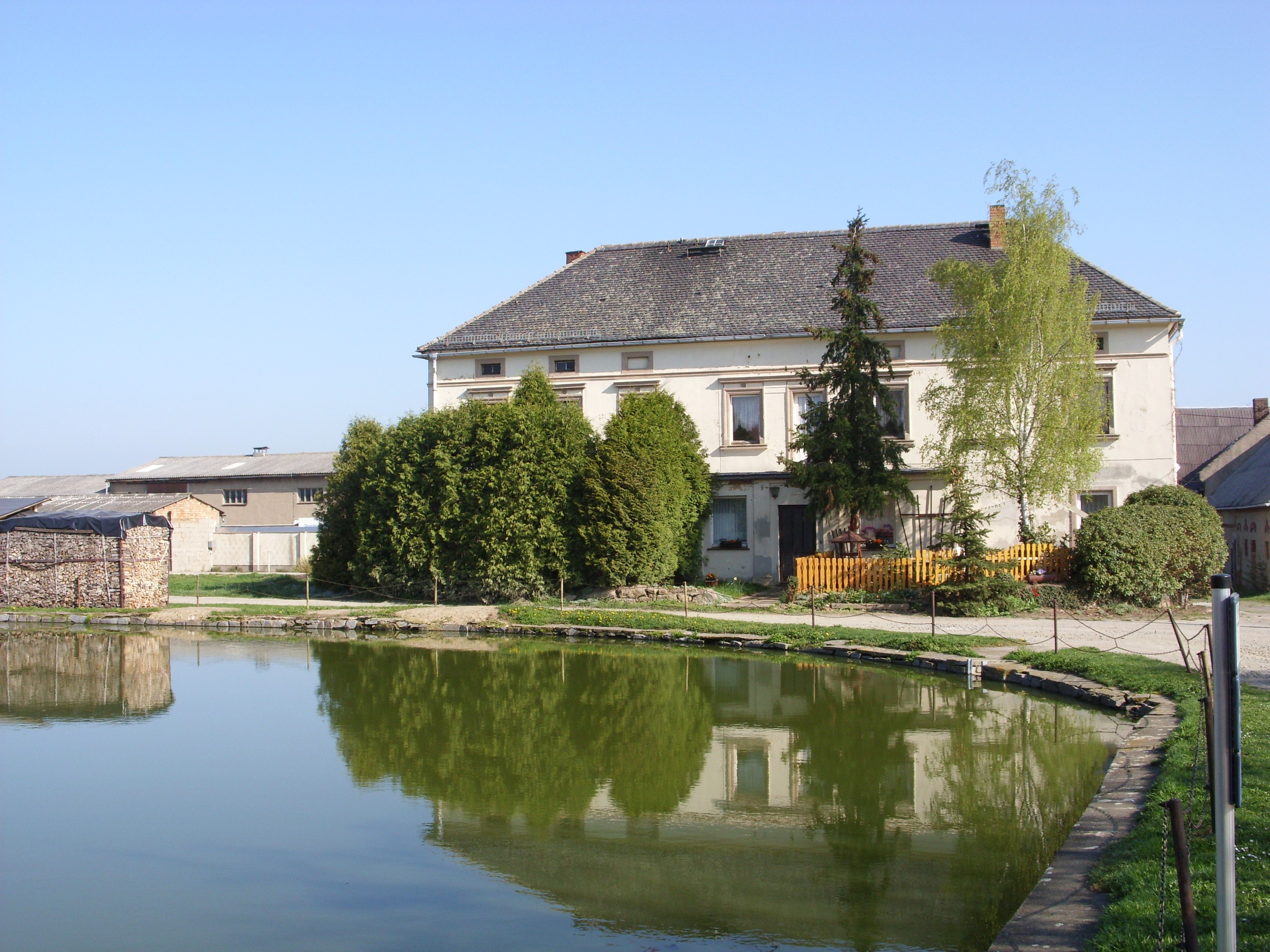
Помещичья усадьба

Гу́ра или Го́ра (нем. Preuschwitz; в.-луж. Horaо файле) — деревня в Верхней Лужице, Германия. Входит в состав коммуны Пушвиц района Баутцен в земле Саксония. Подчиняется административному округу Дрезден.

## География
Находится на верхнелужицких полевых угодьях при юго-западной границе лужицкого католического района. Граничит на юго-востоке с деревнями Новы-Лусч (Nowy Łusč, Neu-Lauske) и Вутольчицы коммуны Нешвиц (Wutołčicy, Weidlitz), на юго-западе с деревнями Нова-Ясеньца (Nowa Jaseńca, Neu-Jeßnitz) и Лусч (Łusč, Lauske) и на северо-западе с деревней Ясеньца (Jaseńca, Jeßnitz).
На восточной границе деревни находятся ветрогенераторный парк с десятью генераторами и бывшая шахта, где в XX веке во времена ГДР добывался бурый уголь. C XVII века на этом месте находилась ветряная мельница, демонтированная в 1977 году при начале шахтных разработок.

## История
Впервые упоминается в 1312 году под наименованием Ticzko de Gor.
С 1936 года входит в состав современной коммуны Пушвиц.
В настоящее время деревня входит в состав культурно-территориальной автономии «Лужицкая поселенческая область», на территории которой действуют законодательные акты земель Саксонии и Бранденбурга, содействующие сохранению лужицких языков и культуры лужичан.

## Население
Согласно статистическому сочинению «Dodawki k statisticy a etnografiji łužickich Serbow» Арношта Муки в 1884 году проживало 111 человек (из них — 109 серболужичан (98 %)).
Официальным языком в населённом пункте, помимо немецкого, является также верхнелужицкий язык.
По религиозному составу жители деревни являются католиками и лютеранами. В 1925 году проживало 82 католика и 44 лютеранина.
| 1834 | 1871 | 1884 | 1890 | 1910 | 1925 | 2011 |
| ---- | ---- | ---- | ---- | ---- | ---- | ---- |
| 192  | 106  | 111  | 106  | 113  | 127  | 81   |

## Достопримечательности
Памятники культуры и истории Саксонии
- Помещичья усадьба
- Памятный знак в честь Якуба Новака-Горянского.

## Известные жители и уроженцы
- Якуб Новак-Горянский (1864—1938) — серболужицкий писатель и краевед.